# Японская партия инноваций
Японская партия инноваций (яп. 維新の党 Ишин но то) — ранее существовавшая политическая партия в Японии. Образована 22 сентября 2014 года после слияния Партии японского возрождения, возглавляемой Тоору Хасимото, и Партии единства, возглавляемой Кэндзи Эда. 27 марта 2016 года партия объединилась с Демократической партией Японии и партией «Видение реформы», чтобы сформировать новую Демократическую партию.

## История
Ранее Японскую партию инноваций возглавляли Кэндзи Эда и мэр Осаки Тоору Хасимото. В декабре 2014 года Хасимото перестал возглавлять партию, чтобы сосредоточиться на подготовке к выборам мэра, запланированных на весну 2015 года. Эда остался единоличным лидером партии.
После провала плана метрополии Осаки на референдуме в мае 2015 года Эда ушёл с поста лидера. Бывший член Демократической партии Японии Ёрихиса Мацуно был избран на его место.
В октябре 2015 года фракция, связанная с Хасимото, отделилась от партии и сформировала собственную партию — «Инициативы из Осаки». Затем, в конце октября, ушли ещё четыре члена, выразив недовольство руководством Мацуно; в декабре 2015 года группа сформировала « Видение реформы».
24 февраля 2016 года Японская партия инноваций, «Видение реформы» и более крупная Демократическая партия Японии объявили о слиянии в преддверии выборов в выборов в Верхнюю палату в июле 2016 года. 14 марта 2016 года японское название новой партии было объявлено как «Минсинто», что было самым популярным выбором среди двух возможных имен среди избирателей. 27 марта 2016 года ДПЯ, «Видение реформы», ЯПИ и другие второстепенные партии объединились в новую Демократическую партию.

## Президенты
| №                                                                   | Портрет    | Имя            | Полномочия       | Полномочия      |
| №                                                                   | Портрет    | Имя            | Начало           | Окончание       |
| ------------------------------------------------------------------- | ---------- | -------------- | ---------------- | --------------- |
| предыдущие партии Партия японского возрождения, Партия единства     |            |                |                  |                 |
| 1                                                                   |            | Тоору Хасимото | 21 сентября 2014 | 23 декабря 2014 |
| 1                                                                   | Кэндзи Эда |                | 21 сентября 2014 | 23 декабря 2014 |
| 2                                                                   |            | Кэндзи Эда     | 23 декабря 2014  | 17 мая 2015     |
| 3                                                                   |            | Ёрихиса Мацуно | 19 мая 2015      | 27 марта 2016   |
| следующие партии Инициативы из Осаки, Демократическая партия (2016) |            |                |                  |                 |

## Результаты выборов

### Парламентские выборы
| Выборы | Лидер      | Кандидатов | Полученных мест | Количество голосов в округе | % голосов округа | Количество голосов PR-блока | % голосов PR-блока | Правительство/оппозиция |
| ------ | ---------- | ---------- | --------------- | --------------------------- | ---------------- | --------------------------- | ------------------ | ----------------------- |
| 2014   | Кэндзи Эда | 172        | 41 из 475       | 4 319 646                   | 8,16             | 8 382 699                   | 15,72 %            | Оппозиция               |